# Fővárosi TK
A Fővárosi Testedzők Köre egy megszűnt labdarúgócsapat, melynek székhelye Budapest XIII. kerületében volt. A csapat egy alkalommal szerepelt az NB I-ben még az 1916-17-es idényben. 1949-ben a klub beolvadt a Magyar Acél SE csapatába.

## Sikerek
NB I
- Résztvevő: 1916-17

## Híres játékosok
- Dán Vilmos